# 保奧光牙寶蓮魚
保奧光牙寶蓮燈魚，為輻鰭魚綱脂鯉目脂鯉亞目脂鯉科的其中一個種。分布於南美洲委內瑞拉Pao河流域，體長可達2.9公分，棲息在底中層水域，生活習性不明。